# تنغ ناكمي (تشين)
تنغ ناکمي (بالفارسية: تنگ ناکمی) هي قرية تقع في إيران في قسم تشین الريفي.